# Sułów (Lublin)
Sułów is een dorp in het Poolse woiwodschap Lublin, in het district Zamojski. De plaats maakt deel uit van de gemeente Sułów en telt 460 inwoners.